# ذئب إيبيري

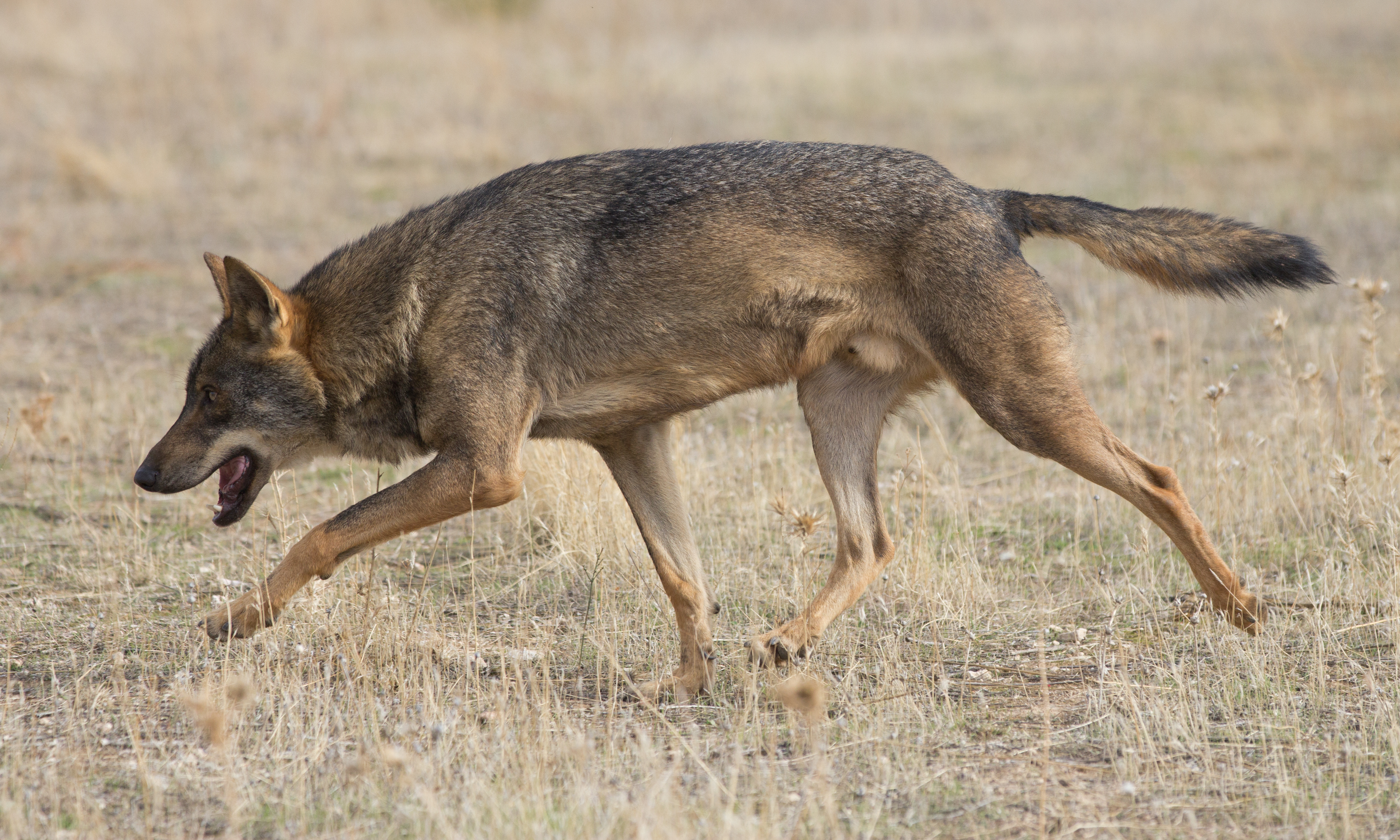

الذئب الإيبيري (الاسم العلمي: Canis lupus signatus) هو نويع فرعي من الذئب الرمادي الذي يسكن غابة وسهول شمال البرتغال وشمال غرب إسبانيا. وقد قدر إحصاء عام 2003 أن إجمالي عدد أفراد أيبيريا هو 2000 ذئب.

## التاريخ
حتى عام 1900، سكن الذئب الإيبيري أغلبية شبه الجزيرة الأيبيرية. ومع ذلك، بدأت الحكومة الفرنسية في إسبانيا حملة إبادة خلال الخمسينيات والستينيات من القرن العشرين، قضت على الحيوانات من جميع أنحاء إسبانيا، [ بحاجة لمصدر ] باستثناء الجزء الشمالي الغربي من البلاد، حيث لا يزال هناك عدد كبير من السكان في سييرا دي لا كوليبرا. أدت سياسات مماثلة في البرتغال تقريبًا إلى انقراض الحيوان جنوب نهر دورو (بعض الحزم لا يزال قائمًا هناك).  يدعي بعض المؤلفين أن الذئب الإسباني الجنوبي الشرقي، الذي شُوهد في مرسيا في الثلاثينيات من القرن الماضي، كان نوعًا مختلفًا من السلالات يدعى Canis lupus deitanus. كان أصغر حجمًا وأكثر حمرًا في اللون، دون بقع داكنة. تم ترشيح كل من السلالات الفرعية من قبل أنخيل كابريرا في عام 1908.
دعا بعض علماء الطبيعة الإسبان ورجال المحافظة على البيئة مثل فيليكس رودريغيز دي لا فوينتي إلى نهاية الصيد وحماية الحيوان. اليوم، تم حظر صيد الذئاب في البرتغال، لكنه مسموح به في بعض مناطق إسبانيا. وقد قدر إحصاء عام 2003 أن إجمالي عدد أفراد أيبيريا هو 2000 ذئب. الذئاب تعود إلى نافارا وبلد الباسك وإلى مقاطعات إكستريمادورا، مدريد، وغوادالاخارا. تم العثور على ذئب في الآونة الأخيرة في كتالونيا، حيث قُتل آخر ذئب أصلي في عام 1929. ومع ذلك، لم يكن هذا الحيوان عضوًا في السلالات الإيبيرية، بل ذئبًا إيطاليًا (C. l. italicus) مهاجرًا من فرنسا. في عام 2013، أُفيد بأن أفراد سييرا مورينا على وشك الاختفاء. اعتبارًا من عام 2013، ما يُقدر بنحو 300 شخص ما زالوا في البرتغال.
في أكتوبر 2013، دعا علماء البيئة في العمل لإجراء مراجعة عاجلة لتعداد الذئب الأيبيري، والتي قد تبالغ في تقدير أعدادهم. في وقت لاحق من ذلك الشهر، أرسلت جمعية الذئب لوبو مارلي 198,000 توقيع يدعو إلى حماية الحيوان إلى لجنة البرلمان الأوروبي بشأن التماسات. على مدى أسابيع قليلة في سبتمبر وأكتوبر 2013، قُتل حوالي 30 من الجراء والذئاب من قبل الصيادين في أستورياس وليون وكانتابريا.
على الرغم من حظر الصيد في البرتغال، فإن حوالي 45٪ من وفيات الذئاب تعود إلى الأنشطة البشرية، بما في ذلك الصيد غير القانوني. استدعاء معدل غير قابل للاستمرار، وقعت 10 منظمات بيانُا تطلب حماية أقوى.